# 哈维环形山
哈维环形山（Harvey）是位于月球背面北半球的一座大撞击坑，约形成于酒海纪期，其名称取自英国医生、生理学和胚胎学创始人之一威廉·哈维（1578年–1657年），
1970年被国际天文联合会正式批准接受。

## 描述
该陨坑西跨马赫环形山东侧壁，东北临近焦耳环形山和福斯特陨石坑、凯库勒环形山位于它的东南、南面横亘着阿提密夫环形山；哈维环形山的西北是一串链坑。哈维环形山的中心月面坐标为19°21′N 146°31′W / 19.35°N 146.51°W，直径60公里，
深度2.7公里。
哈维环形山外观接近圆形，磨损度中等，坑壁平均高出周边地形1210米，内部容积约有3000立方千米；陨坑内为崎岖的丘陵地貌，东、南、西部地表上分布有小陨坑；中心处坐落着一座小中央峰；来自卫星坑焦耳 T的射纹束从哈维环形山坑内中心点偏西处纵贯而过，几乎平分整个坑底地表。